# Antonia Bembo
Antonia Bembo, född 1640, död 1720, var en italiensk kompositör och operasångerska. 
Hon var engagerad som hovsångerska vid Ludvig XIV:s hov.  
Hennes stil, initialt inspirerad av den italienska traditionen och influerad av Francesco Cavalli, särskilt inom vokalmusiken, med riklig användning av virtuositet och madrigalismer, anpassades gradvis till den franska smaken (Les sept psaumes de David).